# Ocean Eyes
Ocean Eyes – drugi album studyjny amerykańskiego projektu muzycznego Owl City. Miał premierę 14 lipca 2009 roku w iTunes oraz 1 września w sklepach. 26 stycznia 2010 roku ukazała się dwudyskowa edycja deluxe płyty.
Okładkę albumu stanowi widok Burj Al Arab.

## Sukces komercyjny
14 lipca 2009 roku piosenka "Fireflies" wybrana została singlem tygodnia przez iTunes. Przyczyniło się to do awansu albumu na 2. pozycję w iTunes Music Store. Sukces ten spowodował również przesunięcie sklepowej premiery Ocean Eyes z 28 lipca na 1 września.
Album rozszedł się w swoim debiutanckim tygodniu w ok. 18.000 kopii. W sumie sprzedał się w ponad 500.000 egzemplarzy w Stanach Zjednoczonych, gdzie pokrył się złotem, a główny singel "Fireflies" uplasował się na szczycie Billboard Hot 100.

## Lista utworów
1. "Cave In" (feat. Matthew Thiessen) - 4:02
2. "The Bird and The Worm" (feat. Matthew Thiessen) - 3:27
3. "Hello Seattle" - 2:47
4. "Umbrella Beach" - 3:50
5. "The Saltwater Room" (feat. Breanne Duren) - 4:02
6. "Dental Care" - 3:11
7. "Meteor Shower" - 2:14
8. "On the Wing" - 5:04
9. "Fireflies" (feat. Matthew Thiessen) - 3:48
10. "The Tip of the Iceberg" - 3:22
11. "Vanilla Twilight" - 3:51
12. "Tidal Wave" (feat. Matthew Thiessen) - 3:10

Utwory bonusowe w iTunes
1. "Hello Seattle (Remix)" - 5:53
2. "If My Heart Was a House" - 4:06

### Edycja deluxe
1. "Hot Air Balloon"
2. "Butterfly Wings"
3. "Rugs from Me to You"
4. "Sunburn"
5. "Hello Seattle (Remix)"
6. "If My Heart Was a House"
7. "Strawberry Avalanche"

## Single
- "Fireflies" był pierwszym singlem z albumu. Utwór powoli piął się w górę na Billboard Hot 100, aż dotarł do miejsca 7., skąd w następnym tygodniu awansował na szczyt listy. Singel pozostawał na 1. pozycji przez dwa tygodnie i rozszedł się w ponad dwóch milionach kopii w Stanach Zjednoczonych[8].
- "Vanilla Twilight" jest drugim singlem z płyty. W tygodniu, w którym "Fireflies" zajmował 1. miejsce Hot 100, "Vanilla Twilight" zadebiutował na pozycji 95., mimo iż nie był jeszcze wydany jako singel.
- "Umbrella Beach" jest trzecim singlem promującym album. Został wydany w Wielkiej Brytanii 19 listopada 2009 roku.

## Personel
Owl City
- Adam Young – wokal, instrumenty klawiszowe, perkusja, producent

Pozostali muzycy i produkcja
- Breanne Duren – poboczny wokal
- Matthew Thiessen – poboczny wokal, producent
- Melissa Morgan – poboczny wokal
- Jolie Lindholm – poboczny wokal
- Phil Peterson – wiolonczela
- Steve Bursky – producent, management
- Ted Jensen – mastering
- Christopher Kornmann – dyrekcja artystyczna
- John Goodmanson – mikser dźwięku

## Pozycje na listach
| Lista (2009)                           | Najwyższa pozycja |
| -------------------------------------- | ----------------- |
| New Zealand Albums Chart               | 31                |
| UK Albums Chart                        | 47                |
| U.S. Billboard 200                     | 8                 |
| U.S. Billboard Dance/Electronic Albums | 1                 |
| U.S. Billboard Top Rock Albums         | 2                 |